# Mehmed I Paixà Karamanli
Mehmed I Paixà Karamanli fou governador otomà de la Regència de Trípoli, fill d'Ahmad I Paixà Karamanli.
Va succeir el seu pare el 4 de novembre de 1745 i fou reconegut sense problemes per la Porta. Va renovar tractats amb Anglaterra i França, però a causa de la corsa va tenir incidents amb Venècia i Nàpols. Internament es va mantenir la pau.
Va morir el 24 de juliol de 1754 i el va succeir el seu fill Ali I Paixà Karamanli.